# Przepiór brazylijski
Przepiór brazylijski (Odontophorus capueira) – gatunek średniej wielkości ptaka z rodziny przepiórowatych (Odontophoridae). Występuje we wschodniej Ameryce Południowej. Nie jest zagrożony wyginięciem.

## Taksonomia
Po raz pierwszy gatunek opisał Johann Baptist von Spix w 1825. Holotyp pochodził ze stanu Minas Gerais lub Rio de Janeiro. Autor nadał nowemu gatunkowi nazwę Perdix capueira. Obecnie (2020) Międzynarodowy Komitet Ornitologiczny (IOC) uznaje nazwę Odontophorus capueira. Według IOC przepiór brazylijski jest gatunkiem monotypowym, opisano jednak podgatunek O. c. plumbeicollis o wątpliwej odrębności. Został opisany jako odrębny gatunek przez Charlesa B. Cory’ego w 1915 na podstawie jednego, lekko zniszczonego okazu i z tego jednego okazu jest znany. Epitet gatunkowy capueira jest nazwą nadaną ptakowi przez Brazylijczyków.

## Morfologia
Długość ciała wynosi 26,5–30 cm. Przybliżona długość skrzydła (według Ogilvie-Granta, oryginalne wymiary w calach) – 15,5 cm, ogona – 7,5 cm, skoku – 4,5 cm. Oryginalne (nieprzeliczone) wymiary holotypu podgatunku O. c. plumbeicollis: długość skrzydła 152 mm, ogona – 80 mm, skoku – 38 mm, środkowego palca stopy wraz z pazurem – 46 mm. Widoczna obrączka oczna z czerwonej, nagiej skóry. Boki głowy, brodę, gardło i brzuch porastają pióra szare, bez wzorów. Wierzch głowy i czub kasztanowe, brew i czoło śniade. Brązowe pióra grzbietu mają białe stosiny. Barkówki kasztanowe z białymi pasami biegnącymi wzdłuż stosin. Kuper płowy, pokrywy czarnymi plamkami. Lotki I czarne z białymi plamkami. Dziób czarny, nogi ciemnoszare. Samica upierzeniem przypomina samca, jest jedynie smuklejsza.

## Zasięg występowania
Przepiór brazylijski zamieszkuje wschodni Paragwaj, skrajnie północno-wschodnią Argentynę (Misiones) oraz wschodnią i północno-wschodnią Brazylię (Bahia na południe po południowo-wschodni stan Mato Grosso i Rio Grande do Sul oraz Ceará i Alagoas). W latach 1985–1999 stwierdzono 21 stanowisk przepióra brazylijskiego w Paragwaju.

## Ekologia i zachowanie
Środowiskiem życia przepiórów brazylijskich są nizinne lasy tropikalne, także wtórne, najwyżej do 1600 m n.p.m. Są aktywne, szybko poruszają się, szukając pożywienia wśród opadłych liści. Żywią się jagodami, zwłaszcza szkarłatki amerykańskiej (Phytolacca americana), orzechami araukarii i prawdopodobnie także bezkręgowcami. W żołądkach ptaków zbadanych przez Ogilvie-Granta znajdowały się owoce, jagody, bezkręgowce, małe kamienie i nieco piasku. Przepióry brazylijskie przebywają w grupkach 6–8 osobników, rzadziej 10–15. Ich głos to powolne, powtarzane, niosące się daleko uru...uru...uru...uru.... Ptaki odzywają się w duetach, przy czym inicjuje je samiec monosylabicznym kloh-kloh-kloh-kloh. Zwykle ptaki te odzywają się o świcie i zmierzchu, szczególnie przy księżycowych nocach. Głos alarmowy to głośne łit łit łit.

### Lęgi
Okres lęgowy trwa mniej więcej od sierpnia do września, w stanie São Paulo stwierdzono gniazdo w lutym. Przepióry brazylijskie są monogamiczne. Gniazdo znajduje się na ziemi, niekiedy w norze pancernika. Ptaki obserwowane w niewoli zbudowały zadaszone gniazdo o wymiarach około 40 na 50 cm, z bocznym wejściem. Zniesienie wynosiło 3–5 jaj, inkubacja trwała 26–27 dni. Wzmiankowano o do 12 jajach w zniesieniu, prawdopodobnie był to skutek składania jaj przez kilka samic do jednego gniazda; Ogilvie-Grant wspomniał o nawet 16 i więcej jajach w gnieździe. Jaja mierzą blisko 40,1 mm na 29,1 mm. Inkubacja na wolności wynosi 18–19 dni, wysiaduje wyłącznie samica, również ona samotnie opiekuje się młodymi.

## Status i zagrożenia

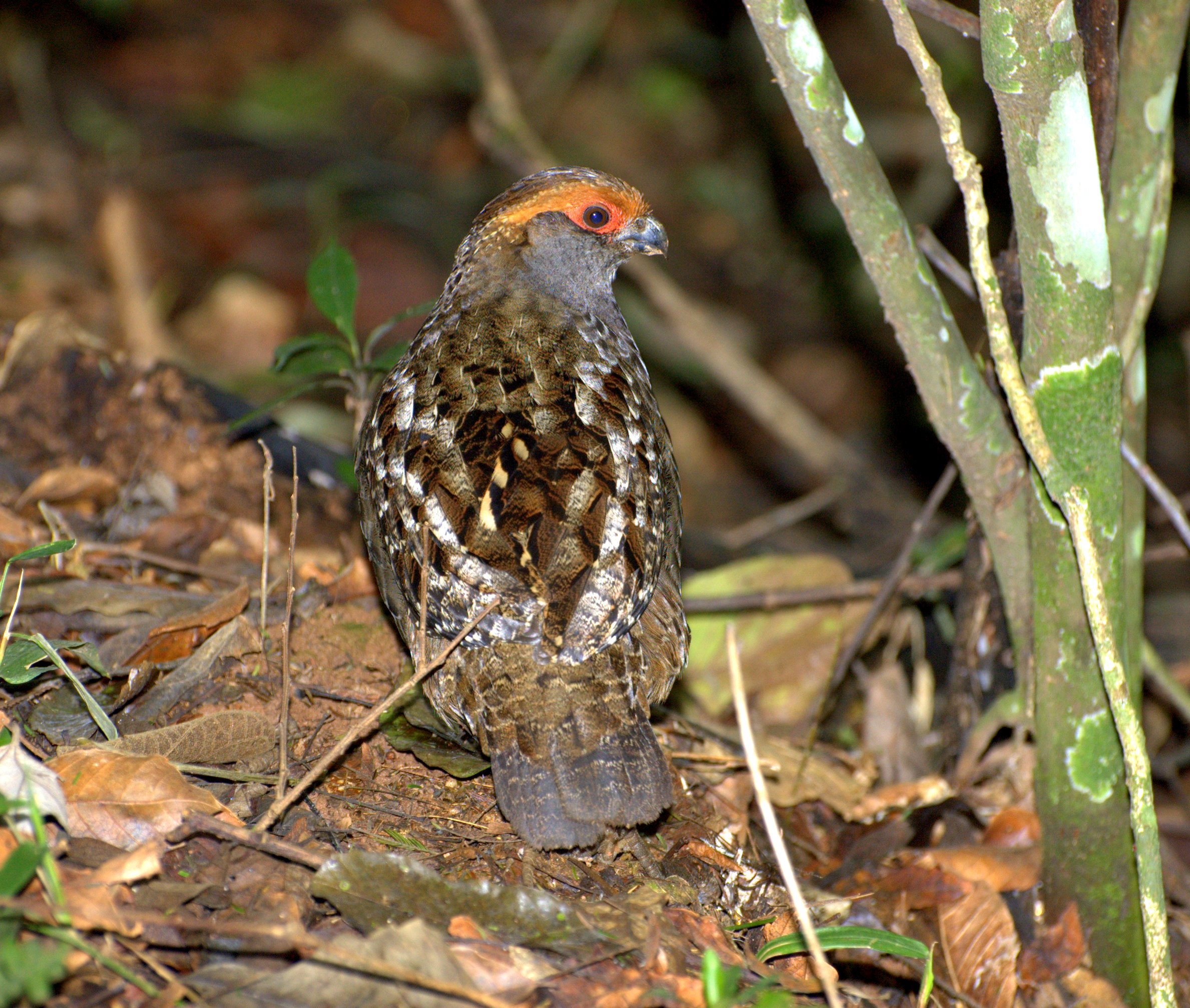

IUCN uznaje przepióra brazylijskiego za gatunek najmniejszej troski (LC, Least Concern) nieprzerwanie od 1988 (stan w 2021). Ogilvie-Grant wspomniał o tym gatunku w wydanej w 1897 książce A hand-book to the game-birds (dosł. vademecum ptaków łownych). Według autora polowanie na te ptaki przypominało polowanie na jarząbka (Tetrastes bonasia). W 1996 Parker przypuszczał, że jeśli ówczesna tendencja spadkowa powierzchni środowisk utrzymałaby się, gatunek mógłby stać się zagrożony. W Paragwaju najdalej na północ odnotowano przedstawicieli gatunku w Parku Narodowym Cerro Corá, najdalej na zachód – w PN Ybycuí, a najdalej na południe – w PN Laguna San Rafael. W przeciwieństwie do większych grzebiących Paragwaju przedstawiciele O. capueira nie są w tym państwie popularnym ptakiem łownym. W skali globalnej nie istnieje ryzyko wyginięcia, jednak w stanie Minas Gerais jest to ptak zagrożony, a na nizinach Rio de Janeiro przypuszczalnie wymarł. W Brazylii występuje już głównie w lasach Mata Atlântica; populacje z północno-wschodnich regionów kraju są szczególnie zagrożone. Na niektórych obszarach chronionych ptaki tego gatunku są liczne.